# Jordańskie kodeksy ołowiane
Jordańskie kodeksy ołowiane (również Kodeksy jordańskie, Kodeksy ołowiane) – grupa około 70 niewielkich kodeksów, wykonanych głównie z ołowiu lub rzadziej z miedzi. Kodeksy te mają jakoby pochodzić z I wieku n.e. i być dziełem pierwszych chrześcijan pochodzenia żydowskiego. Spośród około 70 kodeksów, ponad 20 znajduje się w Izraelu, a pozostałe w Jordanii. Zdaniem Israel Antiquities Authority (izraelskich służb archeologicznych) kodeksy ołowiane są fałszerstwem.

## Opis
Każdy z kodeksów ma od 5 do 15 stron, o wielkości kart kredytowych. Większość z nich została wykonana z ołowiu, choć niektóre wykonano z miedzi. Metalowe karty zostały powiązane ze sobą za pomocą prętów zakręconych w spirale. Zostały zapisane w języku hebrajskim i greckim. Niektóre zawierają symbole, które można wiązać z Jezusem i z Bogiem, zawierają one na przykład obraz twarzy na okładce jednego z kodeksów, wizerunek żydowskiej menory oraz obraz Jerozolimy, na którym na pierwszym planie znajduje się krzyż w kształcie litery T, co ma poświadczać ukrzyżowanie. Część kodeksów pozostaje zapieczętowana, przez co nie jest znana ich zawartość. Chrześcijańskie pochodzenie ksiąg ma potwierdzać wykonanie ich w formie kodeksów a nie zwojów.
Zdecydowana większość kodeksów jest w posiadaniu beduinów mieszkających w Jordanii. Ponad 20 sztuk posiada beduin pochodzący z Izraela, Hassan Saeda, mieszkający w wiosce Umm al-Ghanam. Twierdzi on, iż kodeksy są w posiadaniu jego rodziny od ponad 100 lat, kiedy w jednej z jaskiń w Jordanii znalazł je jego pradziadek. Według innej wersji kodeksy odnaleziono w 2007 roku w pobliżu wsi Saham w Jordanii gdy powódź odsłoniła wejście do długiej jaskini. Tam w wykutych w skale małych niszach miano znaleźć złożone kodeksy a Hassan Saida, właściciel firmy przewozowej, wykupował je od znalazców i organizował ich przemyt do Izraela. Z tego powodu jordańscy muzealnicy starają się o zwrot kodeksów pozostających w Izraelu uznając je za własność Jordanii.

## Opinie za autentycznością
Według Ziada al-Saada, dyrektora jordańskiej administracji archeologicznej, ołowiane kodeksy mogą być dziełem zwolenników Jezusa, a wykonano je zaledwie kilka dekad po ukrzyżowaniu. Porównał te kodeksy do zwojów znad Morza Martwego oraz wspomniał, że może to być najważniejsze odkrycie w dziejach archeologii biblijnej. Uważa on, że treść kodeksów jest zakodowana.
Twierdzenie to wywołało opinie, jakoby kodeksy jordańskie mogły zmienić rozumienie ukrzyżowania i zmartwychwstania Jezusa oraz znacznie poszerzyć wiedzę o początkach chrześcijaństwa. Zapieczętowanie kodeksów miałoby świadczyć, że kodeksy były używane przez chrześcijan do tajnego nauczania, choć wcześniej nie znaleziono żadnego artefaktu, który mógłby potwierdzić taką tezę.
Autentyczność obiektów mają potwierdzać badania metalurgiczne skorodowanego ołowiu sugerujące, że księgi nie powstały współcześnie. Również Euzebiusz z Cezarei wskazał, że w górzystych okolicach jordańskiej miejscowości Pella schronili się pierwsi chrześcijanie, którzy w I wieku uciekli z Jerozolimy w trakcie wojny żydowskiej (66–73). Ma to poświadczać hipotezę o tym, że kodeksy jakoby pochodzą od najstarszego chrześcijaństwa żydowskiego.

## Opinie za fałszerstwem
Według opinii przedstawionych w londyńskiej gazecie „The Jewish Chronicle” kodeksy jordańskie zostały uznane przez izraelskich archeologów za wysokiej klasy falsyfikaty. Ich zdaniem analizy wskazały na starożytne pochodzenie, gdyż fałszerze użyli najpewniej metalu z jakiegoś starożytnego zabytku.
Za fałszerstwem zdaniem izraelskich służb archeologicznych (Israel Antiquities Authority) przemawia też przypadkowa mieszanka stylów pochodzących z różnych okresów historycznych bez jakiegokolwiek powiązania i logiki oraz fakt, że na jordańskich bazarach można kupić wiele fałszerstw z podobnymi motywami. Również profesor André Lemaire z francuskiej Sorbony wyraził opinię, że kodeksy jordańskie są fałszerstwem.
Według prof. Petera Thonemanna, wykładowcy greki i historii starożytnej Bliskiego Wschodu, który wykonał ekspertyzę tekstu w oparciu o dostarczone mu zdjęcia znajdujący się na nich napis był fragmentem dłuższego tekstu, który został skopiowany przez kogoś niemającego pojęcia o starożytnej grece z kamienia nagrobnego, pochodzącego z miejscowości Madaba w Jordanii. W opinii prof. Thonemanna „ta konkretna brązowa tabliczka jest współczesną podróbką, powstałą w Jordanii na przestrzeni ostatnich 50 lat”.